# Marry Me (크리스타 시그프리즈의 노래)
《Marry Me》는 2013년 1월 1일에 발매된 크리스타 시그프리즈의 노래이다. 유니버설 뮤직 그룹에 의해 발매되었다.

## 곡 목록
| #  | 제목         | 재생 시간 |
| -- | ------------ | --------- |
| 1. | 〈Marry Me〉 | 3:02      |